# Sanita Pušpure

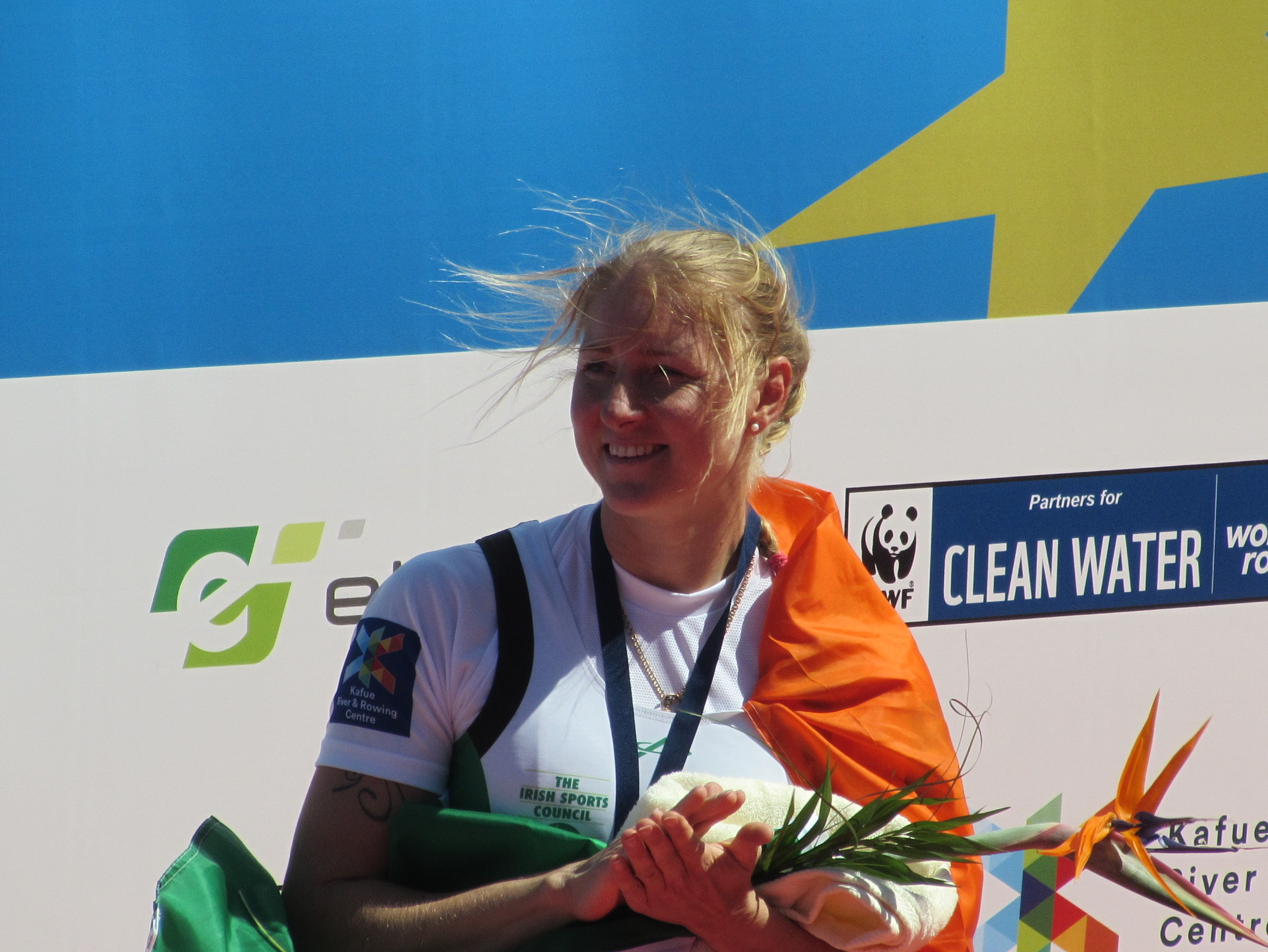
Sanita Pušpure bei der Siegerehrung der EM 2016

Sanita Pušpure (* 21. Dezember 1981 in Riga) ist eine irische Ruderin, die bis 2003 für Lettland startete. Sie siegte bei den Weltmeisterschaften 2018 und 2019 im Einer, 2019 und 2020 war sie Europameisterin.

## Sportliche Karriere
Sanita Pušpure begann 1996 mit dem Rudersport. Bei den U23-Weltmeisterschaften 2002 belegte sie im lettischen Doppelzweier den vierten Platz. 2003 gewann sie im Einer Bronze hinter der Deutschen Julia Heitmann und der Schwedin Frida Svensson.
Als ihr Mann eine Stelle als Techniker am Flughafen Dublin antrat, zog das Ehepaar nach Irland, wo in den folgenden Jahren auch ihre beiden Kinder zur Welt kamen. In Dublin schloss sich Sanita Pušpure dem Old Collegians Boat Club an. Ab 2010 ruderte sie im Ruder-Weltcup für Irland, seit 2011 ist sie nach Erwerb der irischen Staatsbürgerschaft auch bei internationalen Meisterschaften für Irland startberechtigt.
Nach einem zwölften Platz im Doppelzweier bei den Weltmeisterschaften 2011 qualifizierte sich Sanita Pušpure 2012 in Luzern im Einer als einzige irische Ruderin für die Olympischen Spiele 2012. Bei der olympischen Regatta in Eton belegte sie als Siegerin des C-Finales den 13. Platz.
Ihre erste Medaille für Irland gewann Sanita Pušpure 2014, als sie bei den Europameisterschaften hinter der Tschechin Miroslava Knapková und der Niederländerin Chantal Achterberg Bronze im Einer gewann. Bei den Weltmeisterschaften 2014 erreichte sie den vierten Platz. 2015 belegte sie den fünften Platz bei den Europameisterschaften und verpasste mit dem elften Platz bei den Weltmeisterschaften 2015 die direkte Olympiaqualifikation. 2016 gewann sie hinter Magdalena Lobnig aus Österreich und der Lettin Elza Gulbe die Bronzemedaille bei den Europameisterschaften in Brandenburg an der Havel. Bei der letzten Olympiaausscheidung in Luzern qualifizierte sich die 1,81 m große Sanita Pušpure im Mai 2016 für die Olympischen Spiele in Rio de Janeiro. Im Gegensatz zu 2012 besteht die irische Mannschaft für 2016 nicht nur aus einer Ruderin, da sich auch beide Leichtgewichts-Doppelzweier qualifizieren konnten. Bei der Regatta in Rio de Janeiro gewann sie wie vier Jahre zuvor das C-Finale.
2017 erreichte Pušpure den vierten Platz bei den Weltmeisterschaften in Sarasota. 2018 in Plowdiw gewann sie den Titel mit über fünf Sekunden Vorsprung auf die Schweizerin Jeannine Gmelin. Auch bei den Europameisterschaften 2019 in Luzern siegte Pušpure vor Gmelin. In Linz bei den Weltmeisterschaften 2019 gewann Pušpure vor der Neuseeländerin Emma Twigg und Kara Kohler aus den Vereinigten Staaten. 2020 gewann sie bei den Europameisterschaften den Titel vor Magdalena Lobnig. Bei den Olympischen Spielen in Tokio konnte sie sich nicht für das A-Finale qualifizieren und trat dann zum B-Finale nicht an. 2022 trat Sanita Pušpure bei den Weltmeisterschaften in Račice u Štětí zusammen mit Zoe Hyde im Doppelzweier an und gewann die Bronzemedaille hinter den Rumäninnen und den Niederländerinnen.